# Dimitar Kudoglu

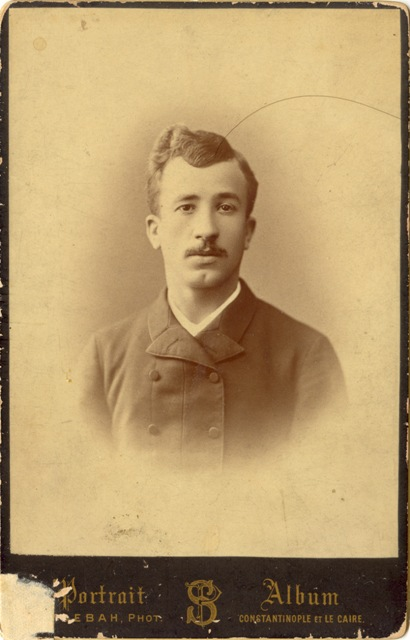
Dimităr Kudoglu (Aufnahme von Pascal Sébah, Konstantinopel 1886)

Dimităr Petrow Kudоglu (bulgarisch Димитър Петров Кудоглу, * 21. August 1862 in Gabrowo bei Xanthi, Osmanisches Reich; † 7. März 1940 in Plowdiw, Zarentum Bulgarien) war ein bulgarisch-deutscher Tabakgroßhändler und Philanthrop, der seit 1903 in Dresden lebte. Er gilt als einer der größten Spender für wohltätige Zwecke in der Geschichte des modernen Bulgariens.

## Eltern und Jugend
Dimităr Kudoglu kam am 9. Augustjul. / 21. August 1862greg. als Kind des Tabakhändlers Petăr ("Petko") Georgiew Kudoglu und seiner Frau Stana, geborene Koruewa, im Dorf Gabrowo bei Xanthi (с. Габрово, Ксантийско) zur Welt. Er hatte sechs Geschwister, von denen jedoch nur seine Schwester Maria (Мария) das Erwachsenenalter erreichte. Zunächst besuchte er die Grundschule seines Heimatdorfes. Später wechselte Dimităr in eine griechische Schule auf der Insel Chios über. Um 1870 trat er in das renommierte französische Knabengymnasium St. Josef (französisch Lycée Français Privé Saint-Joseph) in Konstantinopel ein. Sechs Jahre später schloss er seine schulische Ausbildung mit Auszeichnung ab. Er hatte dort hervorragende Kenntnisse im Finanzwesen erworben. Zudem sprach er neben Bulgarisch fließend Französisch, Deutsch, Griechisch und Türkisch. Seine Schwester Maria blieb in Gabrowo und heiratete Atanas Turdoglu (Атанас Турдоглу).
Sein Heimatdorf Gabrowo liegt in Westthrakien an den Südhängen der Rhodopen. Es befindet sich circ. 18 km nordwestlich von Xanthi. Ursprünglich trug es den Namen Klein Gabrowo (Малко Габрово). Später entfiel dieser Zusatz und es wurde als Gabrowo bei Xanthi (с. Габрово, Ксантийско) bezeichnet, um es von der Stadt Gabrowo zu unterscheiden. Nach dem Russisch-Osmanischen Krieg (1877/78) wechselte die staatliche Zuordnung Westthrakiens mehrfach, bis es 1923 im Vertrag von Lausanne Griechenland zugesprochen wurde. Heute trägt das Dorf den Namen Kallithea bei Xanthi (griechisch Καλλιθέα (Ξάνθης)). Es gehört seit 2010 zur Gemeinde Xanthi (griechisch Δήμος Ξάνθης) im gleichnamigen Regionalbezirk (griechisch Περιφερειακή Ενότητα Ξάνθης).

## Unternehmerische Aktivitäten

### Tabakgroßhändler in Gabrowo und Xanthi
Nach dem frühen Tod seines Vaters übernahm Dimităr die Leitung des Familienunternehmens in dritter Generation. Den Grundstein dazu hatte sein Großvater Georgi („Jordschu“) Kudew (Георги [„Йоржу“] Кудев) gelegt.
Die Region um Xanthi war bereits in der ersten Hälfte des 18. Jahrhunderts ein bekanntes Tabakanbaugebiet. Anfang des 19. Jahrhunderts begann Georgi Kudew als einer der ersten Einwohner von Gabrowo, mit Tabak zu handeln. Er eröffnete ein Geschäft und tauschte hochqualitativen Tabak aus Gabrowo sowie aus den umliegenden Dörfern gegen von den Bauern benötigte Waren. Durch den Verkauf des Tabaks gelangte er zu Wohlstand. Um mit seinen türkischstämmigen Konkurrenten gleichzuziehen, erweiterte er seinen Familiennamen um das türkische Suffix „-oğlu“, das der Silbe „-sohn“, „-son“ oder „-sen“ im Deutschen entspricht. Georgi Kudew, nun Kudoglu (Кудоглу), hatte fünf Kinder aus zwei Ehen, die Söhne Petăr (Петър), Kyriakos (Кирияк) und Atanas (Атанас) sowie die Töchter Mata (Мата) und Maria (Мария).
Seine Söhne blieben in der Tabakbranche. Sie siedelten nach Konstantinopel über, wo sie sich als erfolgreiche Kaufleute etablieren konnten. Dort kamen sie mit den drei Söhnen des aus Gabrowo stammenden Petăr Koruew in Kontakt, die ihre guten Freunde wurden. Petăr Kudoglu kehrte nach Gabrowo zurück, um den väterlichen Betrieb weiterzuführen. Er schloss mit Stana, der Schwester der Gebrüder Koruew, den Bund der Ehe. Um die Abhängigkeit von Zulieferern zu reduzieren, legte er eine eigene Tabakpflanzung an. Georgis Tochter Stamata („Mata“) ehelichte Mawro Kafaliew (Мавро Кафалиев), den Inhaber eines Ladengeschäfts in Gabrowo, das gleichzeitig als Kneipe, Kaffeehaus und Barbierstube diente. Sie hatten fünf Kinder (Dimităr, Georgi, Nikola, Konstantin und Maria). Ihre Söhne wurden später zu treuen Weggefährten ihres Neffen Dimităr Kudoglu.
Dieser verlegte den Firmensitz alsbald von Gabrowo nach Xanthi und eröffnete Filialen in verschiedenen bulgarischen Städten. 1883 kam es im Osmanischen Reich zur Einführung des Tabakmonopols. Danach wandte sich sein Unternehmen der Verarbeitung von Rohtabak zu. Auf diese Weise gelang es Dimităr schließlich, das Familienvermögen zu vervielfachen.
Durch sein Engagement im Bulgarisch-griechischen Kirchenkampf sowie seine Unterstützung des Bulgarischen Makedonisch-Adrianopeler Revolutionären Komitees hatte sich Kudoglu unwissentlich erbitterte Feinde geschaffen. Während des Ilinden-Preobraschenie-Aufstands im Jahre 1903 fand sich sein Name auf einer Todesliste einer griechischen nationalistischen Gruppe. Mehmet Paşa, ein befreundeter Würdenträger in Xanthi, setzte ihn darüber in Kenntnis. Die osmanischen Behörden organisierten für Dimităr und seine Frau Katherina einen sicheren Transfer nach Kavala. Von dort emigrierten beide per Schiff nach Deutschland.

### Tabakgroßhändler in Dresden
Das Paar ließ sich in Dresden nieder, das damals als Zentrum des europäischen Tabakhandels galt. Dort gründete Dimităr die Tabakhandelsfirma D. P. Coudoglou. Es vereinfachte seinen Neustart, dass er bereits seit seiner Zeit in Xanthi über gute Beziehungen zu Tabakhändlern in Deutschland verfügte. Dimitar Kudoglu avancierte schließlich zu einem der reichsten Bulgaren seiner Zeit. 1913 hatten Dimităr und Katherina ihren Wohnsitz im Haus Bürgerwiese 23 in der östlichen Seevorstadt. Später erwarb Dimităr die von Heino Otto entworfene Jugendstilvilla Comeniusstraße 16 in der Pirnaischen Vorstadt. 1910 stellte das Ehepaar einen Antrag auf Einbürgerung, dem am 16. Juni desselben Jahres stattgegeben wurde.
1914 eröffnete er eine Filiale seiner Firma in Plowdiw, deren Leitung er seinen Cousins Kafaliew übertrug. Speziell im Ersten Weltkrieg konnte sein Unternehmen riesige Gewinne realisieren. Nach Kriegsende fiel Westhrakien unter französische Verwaltung. 1918 war Dimităr Kudoglu gezwungen, seine Zweigstelle in Xanthi aufzugeben und sämtliche geschäftlichen Aktivitäten nach Plowdiw zu verlagern. Hierbei konnte er sich wieder der Unterstützung seiner Verwandten Georgi Kafaliew und Konstantin Turdoglu versichern.
Zu Beginn der 1920er Jahre begann Dimităr Kudoglu, sich aus dem Wirtschaftsleben zurückzuziehen. Zuerst schloss er die Filialen in Chaskowo und Charmanli. Am 4. Januar 1922 stellte er beim Handelsgericht Plowdiw den Antrag auf Löschung seiner bulgarischen Firma. In den 1930er Jahren erhielt er die Ernennung zum Honorarkonsul des Zarentums Bulgarien. Er erwarb die Villa Comeniusstraße 36, die er als Dienstgebäude nutzte.

## Philanthropische Aktivitäten
Obwohl Dimităr Kudoglu in Deutschland lebte, hielt er die Verbindung zu seiner Heimat stets aufrecht. Bei jeder Reise nach Thrakien besuchte er auch das Dorf Gabrowo. 1908–1909 kam es dort zu einer Scharlachepidemie, bei der 60 Kinder den Tod fanden. Als er davon hörte, ließ er in Gabrowo eine Ambulanz einrichten und einen Arzt anstellen. Dimităr Kudoglu übernahm sowohl dessen Gehalt als auch, bei ärmeren Patientinnen und Patienten, die Kosten für deren Medikamente. 1911 erteilte er den Auftrag, sein Vaterhaus zu restaurieren und in eine Schule umzuwandeln. Ein Jahr später sandte er Hilfe für die hungernde türkische Bevölkerung von Xanthi.
Im Zweiten Balkankrieg wurde Gabrowo am 13. Juli 1913 von der griechischen Armee niedergebrannt. Dem größten Teil der Einwohner gelang es, sich drei Tage zuvor in Sicherheit zu bringen. Die Vertriebenen siedelten sich in Bulgarien in verschiedenen Orten an. Dimităr stiftete daraufhin erste Hilfsgelder. Die nach Bulgarien geflohenen Menschen versorgte er mit Baumaterial im Wert von über 200.000 Lewa für neue Häuser. Während des Ersten Weltkriegs unterhielt er in Bulgarien Suppenküchen sowie Unterkünfte für Waisen, Kriegsbeschädigte und ältere Menschen.
1920 gründete er die mit 100.000 Lewa dotierte Stiftung „Dimităr Kudoglu“ (Фонд „Димитър Кудоглу“). Ihre Einnahmen standen der Bulgarischen Akademie der Wissenschaften zur Verfügung, um literarische Werke zu veröffentlichen. Auf seinen Wunsch hin wurden die Mittel später für den Kampf gegen Tuberkulose, Säuglingssterblichkeit sowie Haut- und Geschlechtskrankheiten umgewidmet. Nur ein Jahr später eröffnete er die Stiftungen „Iwan Wasow“ (фонд „Иван Вазов“) mit 100.000 Lewa, „Zanko Zerkowski“ (фонд „Цанко Церковски“) mit 50.000 Lewa und „Autonomie der Universität“ (фонд „Автономия на университета“) mit 10.000 Lewa. Dem Ministerium für Bildung übergab er 50.000 Lewa.

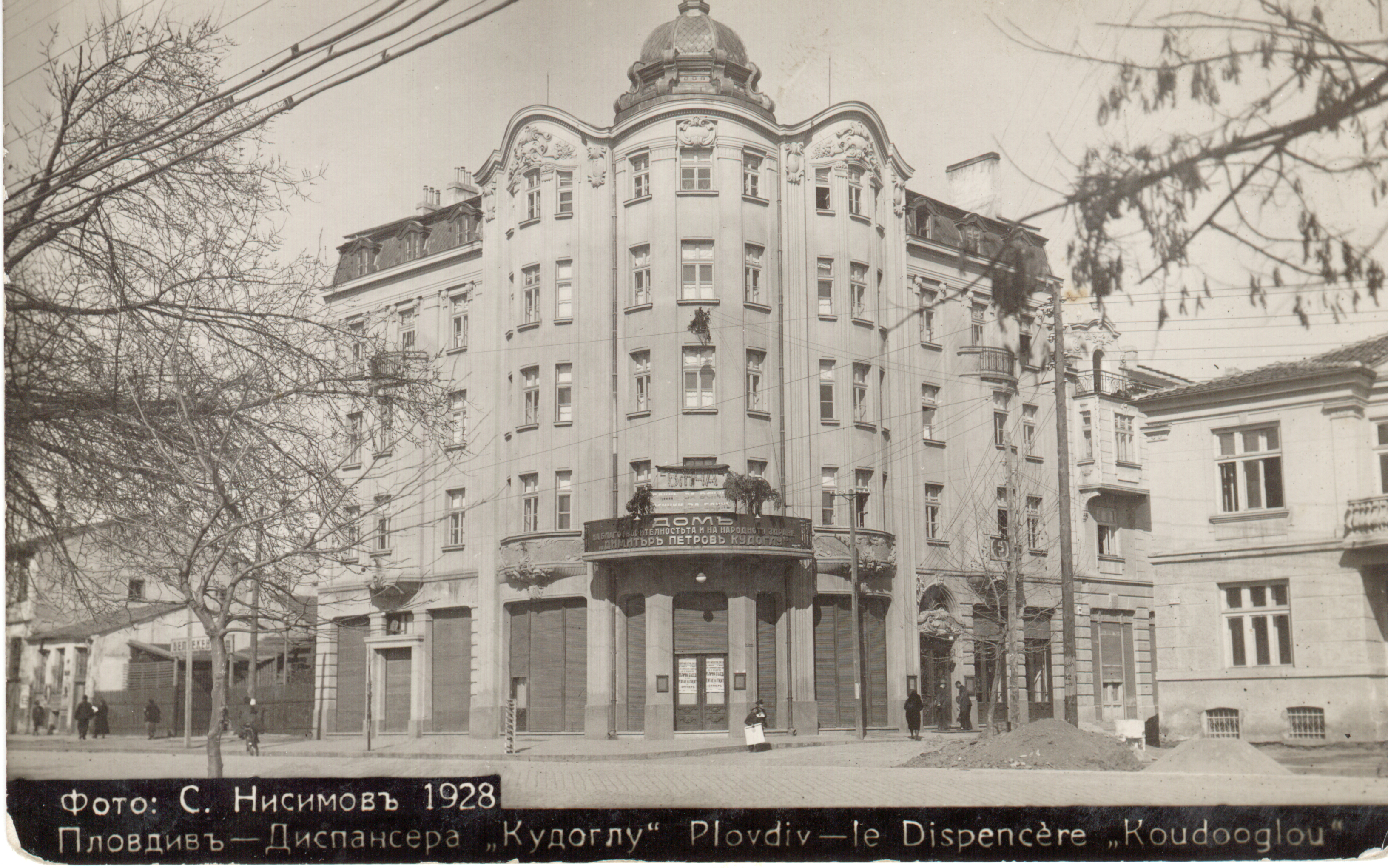
Haus der Wohltätigkeit und der Volksgesundheit im Jahre 1928 (Aufnahme von S. Nisimow)

Sein ambitioniertestes philanthropisches Projekt war der Aufbau eines sozialen medizinischen Zentrums in Plowdiw. Dazu konstituierte sich am 1. Dezember 1926 die Stiftung „Haus für Wohltätigkeit und Volksgesundheit Dimităr Petrow Kudoglu“ (фондация „Дом на благотворителността и народното здраве Димитър Петров Кудоглу“). Die Gebühren für die Behandlungen sollten sich nach dem Gehalt und Vermögen der Patienten und Patientinnen richten. Für ärmere Menschen sollte die Hilfe kostenfrei sein.

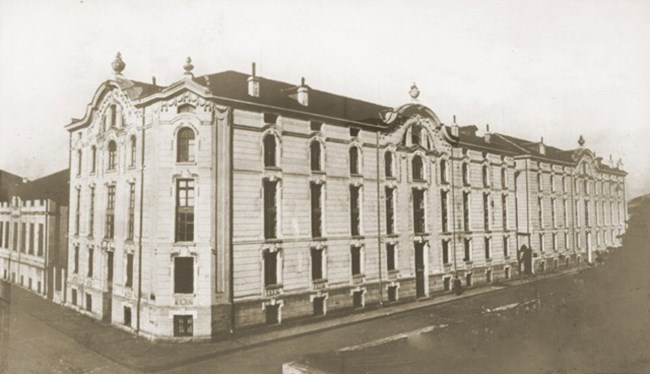
Lagerhäuser des Tabakhändlers Dimităr Kudoglu (Postkarte aus dem Jahr 1927)

Ende 1926 kaufte Dimităr Kudoglu das Hotel „Zar Simeon“ („Хотел Цар Симеон“) im Stadtzentrum für 5 Millionen Lewa. Das Gebäude umfasste 45 luxuriös ausgestattete Zimmer auf vier Etagen. Es war vom Architekten Stojko Stojkow (Стойко Стойков) entworfen worden und wurde 1923–1924 errichtet. Die Ausgaben für den Umbau und den Kauf der medizinischen Geräte beliefen sich auf weitere 5 Millionen Lewa. Daneben brachte er zwei Tabaklagerhäuser in Plowdiw im Werte von 15 Millionen Lewa in die Stiftung ein. Sie befinden sich in der Kapitan-Andreëw-Straße 2 und 3 (ул. „Капитан Андреев“ № 2 и 3). Beide Gebäude sind Werke des Architekten Kamen Petkow, die 1909 realisiert wurden. Die damit erzielten Mieteinnahmen sollten zur Deckung der Betriebskosten für die Klinik herangezogen werden.
Das Zentrum umfasste die Fachabteilungen „Bekämpfung der Tuberkulose“, „Mutter und Kind“ sowie „Bekämpfung von Geschlechtskrankheiten“. Zusätzlich waren eine Röntgenabteilung und ein bakteriologisches Laboratorium vorhanden. Am 8. Oktober 1927 erfolgte die feierliche Eröffnung in Anwesenheit des bulgarischen Ministerpräsidenten Andrei Ljaptschew. Während des Erdbebens von Tschirpan am 18. April 1928 trug das Gebäude beträchtliche Schäden davon. Dimităr Kudoglu übernahm die Kosten für die Reparaturarbeiten, die sich auf 1,5 Millionen Lewa beliefen.
Zusammengenommen betrugen die Aufwendungen von Dimităr Kudoglu über 42 Millionen Lewa. Er gilt daher als einer der größten Privatspender für gemeinnützige Zwecke in Bulgarien.

## Ehe und Familie
In Xanthi verliebte sich Dimităr in Katherina (Ekatherini, „Katina“) Stalios (griechisch Αικατερίνη [«Кατίνα»] Στάλιος, * 1869, Xanthi, † 26. Dezember 1923, Sanremo), die er schließlich heiratete. Sie kam aus einer der einflussreichsten griechischen Familien in Thrakien. Ihr Großvater, Panagiotis Stalios (Παναγιώτης Στάλιος, * 1812, † 1893), stammte aus Stanimaka (heute Assenowgrad). Er betrieb in Xanthi einen florierenden Tabakgroßhandel mit Verbindungen nach Konstantinopel und zur Tabakbörse in Dresden. Zusätzlich nahm er eine wichtige Stelle in der griechisch-orthodoxen Gemeinde des Ortes ein.
1923 kam Dimitărs und Katherinas Tochter zur Welt. Ihr Kind starb jedoch bald nach seiner Geburt. Katherina wurde dadurch seelisch und körperlich traumatisiert und starb Ende Dezember desselben Jahres während eines Sanatoriumaufenthalts in Sanremo. Sie wurde auf dem Cimitero Monumentale della Foce in Sanremo beigesetzt. 1925 ließ ihr Mann durch den Architekten Silvio Gabbrielli eine Grabkapelle errichten. Neben der Kapelle ist die Figur eines Engels platziert, der eine Mutter und deren Tochter umarmt. Die Bronzegruppe ist ein Werk des belgischen Künstlers Jules Pierre van Biesbroeck.
Dimităr Kudoglu heiratete später noch einmal. Seine zweite Frau war die 20 Jahre jüngere Katharina Torniluca. In der Weltwirtschaftskrise brachen die Umsätze seines Handelshauses ein. Zudem musste er die immensen Ausgaben seiner Frau bestreiten. 1937 belastete er seine beiden Villen mit Hypotheken von über vier Millionen Mark. Am 7. März 1940 starb er während eines Besuchs in Plowdiw an einer Lungenentzündung. Unter großer Anteilnahme der Bevölkerung wurde er auf dem Plowdiwer Zentralfriedhof zu Grabe getragen. Seine Witwe blieb in Dresden. 1941 musste sie aus Geldmangel die Villa Comeniusstraße 16 sowie die Kunstsammlung ihres verstorbenen Mannes veräußern. Die Villa Comeniusstraße 36 fiel 1945 einem Luftangriff zum Opfer. Auch das Haus Comeniusstraße 16 überstand die Kriegsereignisse nicht. 1947 verließ Katharina Kudoglu Dresden.

## Lebensmotto
„Богатството, спечелено с честен труд, трябва да служи на човека, да върши добри и полезни дела!“

„Durch ehrliche Arbeit erworbener Reichtum muss dem Menschen zu guten und nützlichen Taten dienen!“

## Nachwirkungen
In der Volksrepublik Bulgarien bildete das Gesundheitswesen einen Teil der staatlichen Daseinsvorsorge, dessen Finanzierung eine gesamtgesellschaftliche Aufgabe war. Das Wirken Dimităr Kudoglus geriet damit, im Gegensatz zu dem anderer Philanthropen wie Wassil Aprilow oder Ewlogi und Christo Georgiew, in Vergessenheit. 1951 wurde die Stiftung Haus der Wohltätigkeit und der Volksgesundheit als nicht mehr zeitgemäß angesehen und abgewickelt. Das Klinikgebäude musste 1973, obwohl als Kulturdenkmal klassifiziert, der Erweiterung der Hauptpost weichen.
Der 150. Geburtstag Dimităr Kudoglus im Jahre 2012 löste eine Rückbesinnung und Neubewertung seiner damaligen Leistungen aus. Bereits im Oktober 2009 wurde auf dem wissenschaftlichen Forum „Plowdiwer Beiträge 2009“ von Dr. Maja Lesinska von der Medizinischen Universität Plowdiw ein Vortag über das Leben und Werk von Dimităr Kudoglu gehalten. Die Veranstaltung wurde von der Bulgarischen Akademie der Wissenschaften und dem Regionalen Geschichtsmuseum Plowdiw organisiert. Im selben Jahr stiftete die Stadt Plowdiw den jährlich zu vergebenden Dimităr-Kudoglu-Preis für Wohltätigkeit (Награда за Благотворителност „Димитър Кудоглу“). 2022 wurde Dimităr Kudoglu mit einer großen Freiluftausstellung im Zar-Simeon-Garten im Zentrum von Plowdiw gedacht. Mit der Rückkehr seiner Büste ins Stadtzentrum ist sein Andenken seit 2023 wieder im öffentlichen Raum präsent.

## Auszeichnungen und Ehrungen
- St. Alexander-Orden II. Stufe (Царски Орден „Св. Александър“ II. степен)[22][39]
- Bulgarischer Zivilverdienstorden II. Stufe (Народен Орден за Гражданска заслуга II. степен) (1921)[4][12][39]
- Ehrenbürgerschaft der Stadt Plowdiw (1927)[27]
- Enthüllung einer Büste Dimităr Kudoglus im Zar-Simeon-Garten in Plowdiw (1940). Diese wurde 1951 an die Zarigradsko Chaussee (Цариградско шосе) verlegt.[12][40]
- Erste Auslobung des jährlich zu vergebenden „Dimităr-Kudoglu-Preises für Wohltätigkeit“ durch die Stadt Plowdiw (2009)[37]
- Benennung einer Landspitze der Livingston-Insel im Archipel der Südlichen Shetlandinseln in der Antarktis als Kudoglu Point (Нос Кудоглу) (2017)[41]
- Ausstellung „160 Jahre seit Geburt von Dimităr Kudoglu“ im Zar-Simeon-Garten in Plowdiw (2022)[13]
- Rückkehr der restaurierten Büste Dimităr Kudoglus in den Zar-Simeon-Garten in Plowdiw (2023)[38]